# Caryophyllia
Caryophyllia är ett släkte av koralldjur. Enligt Catalogue of Life ingår Caryophyllia i familjen Caryophylliidae, men enligt Dyntaxa är tillhörigheten istället familjen Caryophyllidae.

## Bildgalleri

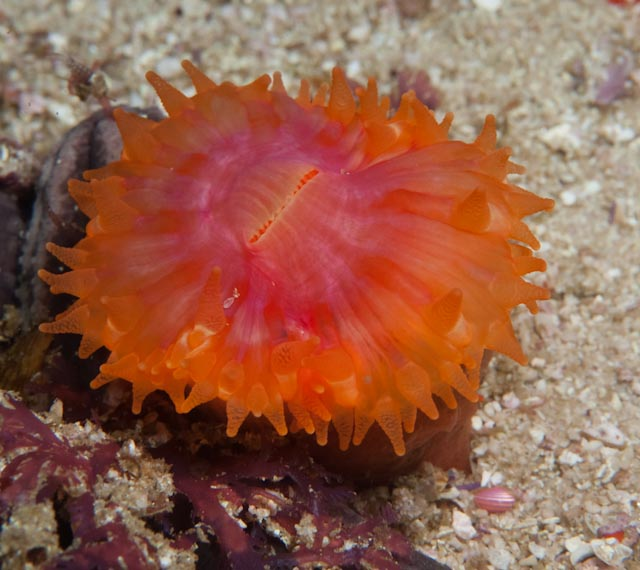
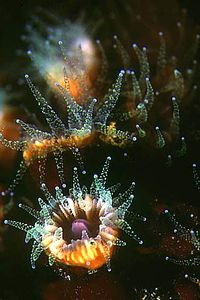
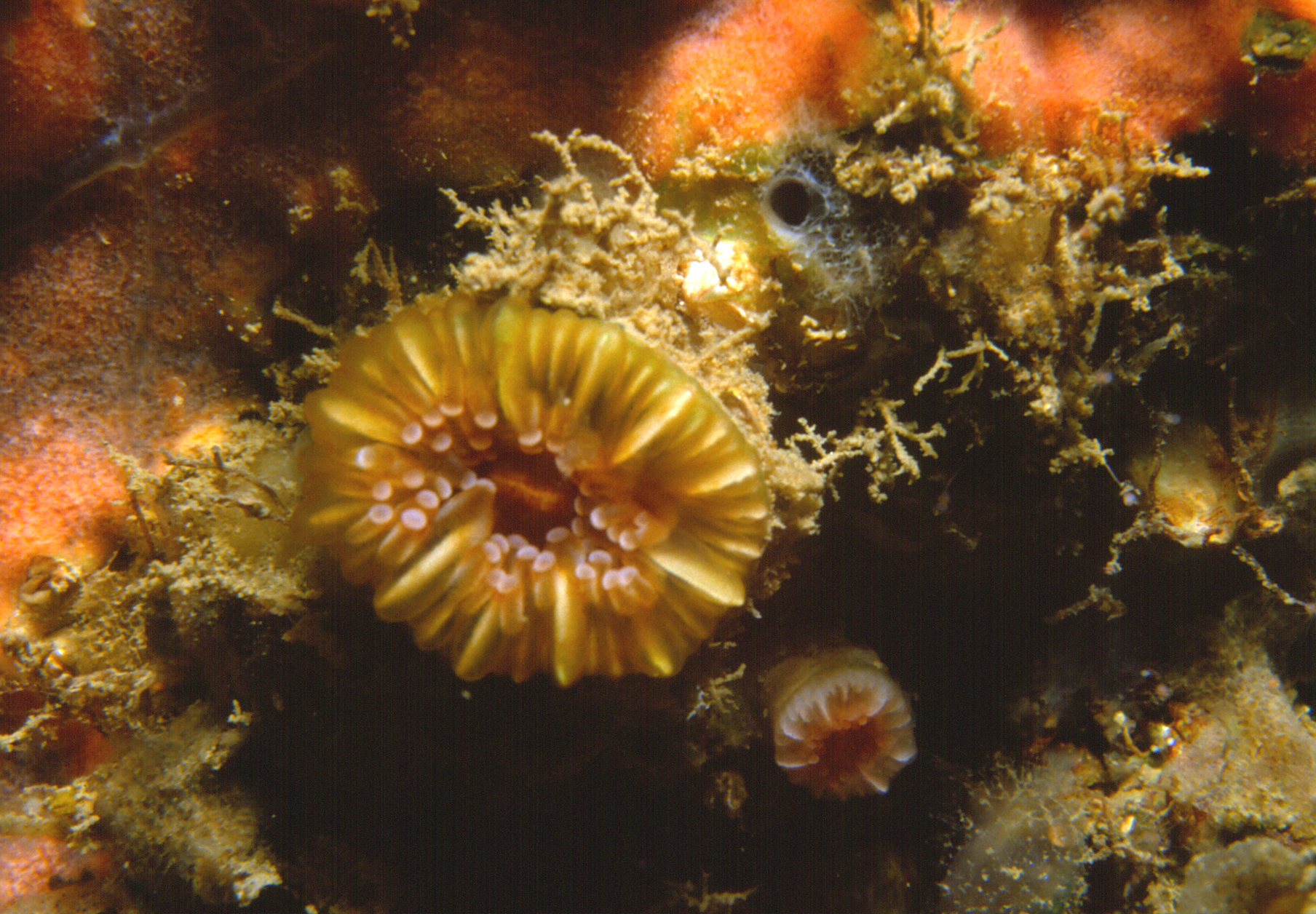
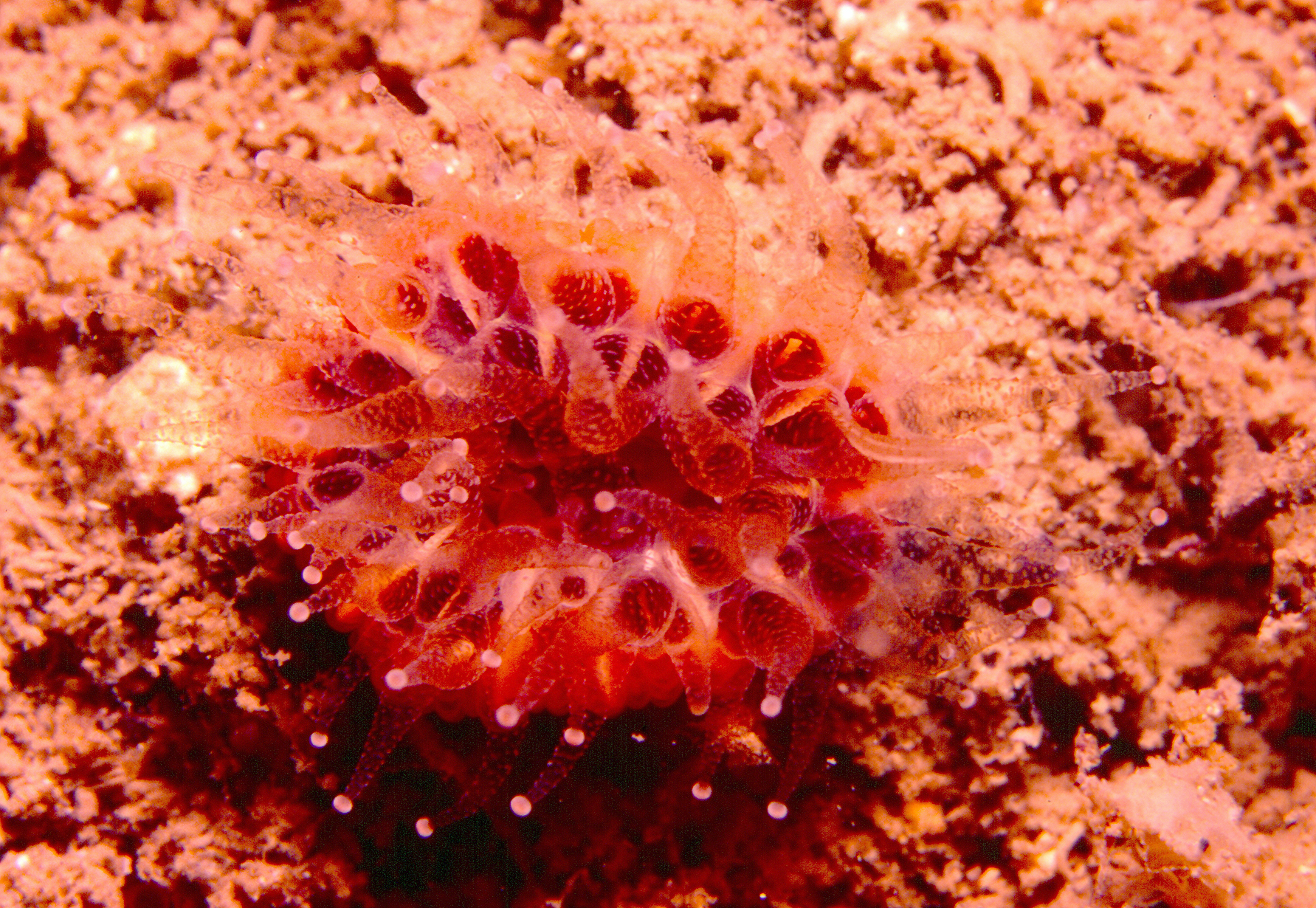
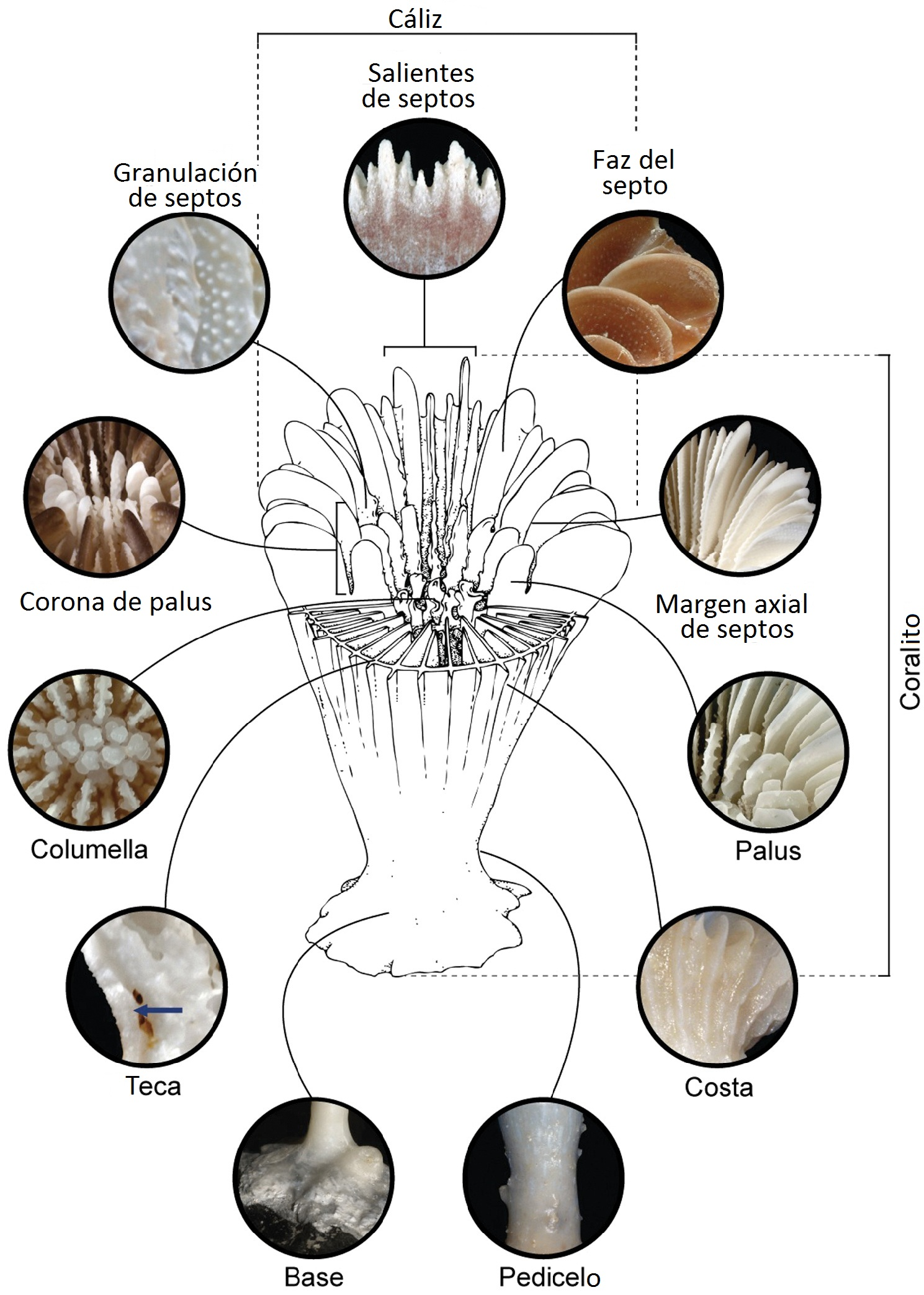

## Dottertaxa tillCaryophyllia, i alfabetisk ordning[1][2]
- Caryophyllia abrupta
- Caryophyllia abyssorum
- Caryophyllia alaskensis
- Caryophyllia alberti
- Caryophyllia ambrosia
- Caryophyllia antarctica
- Caryophyllia antillarum
- Caryophyllia arnoldi
- Caryophyllia atlantica
- Caryophyllia balaenacea
- Caryophyllia barbadensis
- Caryophyllia berteriana
- Caryophyllia calveri
- Caryophyllia capensis
- Caryophyllia cincticulatus
- Caryophyllia cornulum
- Caryophyllia corrugata
- Caryophyllia crosnieri
- Caryophyllia crypta
- Caryophyllia cyathus
- Caryophyllia decamera
- Caryophyllia dentata
- Caryophyllia diomedeae
- Caryophyllia elongata
- Caryophyllia eltaninae
- Caryophyllia ephyala
- Caryophyllia foresti
- Caryophyllia grandis
- Caryophyllia grayi
- Caryophyllia hawaiiensis
- Caryophyllia horologium
- Caryophyllia huinayensis
- Caryophyllia inornata
- Caryophyllia japonica
- Caryophyllia jogashimaensis
- Caryophyllia karubarica
- Caryophyllia lamellifera
- Caryophyllia mabahithi
- Caryophyllia marmorea
- Caryophyllia octonaria
- Caryophyllia octopali
- Caryophyllia paradoxus
- Caryophyllia paucipalata
- Caryophyllia pauciseptata
- Caryophyllia perculta
- Caryophyllia planilamellata
- Caryophyllia polygona
- Caryophyllia profunda
- Caryophyllia quadragenaria
- Caryophyllia quangdongensis
- Caryophyllia ralphae
- Caryophyllia rugosa
- Caryophyllia sarsiae
- Caryophyllia scillaemorpha
- Caryophyllia scobinosa
- Caryophyllia secta
- Caryophyllia seguenzae
- Caryophyllia smithii
- Caryophyllia solida
- Caryophyllia spinicarens
- Caryophyllia spinigera
- Caryophyllia squiresi
- Caryophyllia stellula
- Caryophyllia transversalis
- Caryophyllia unicristata
- Caryophyllia valdiviae
- Caryophyllia zanzibarensis
- Caryophyllia zopyros